# Thoát vị hoành
Thoát vị hoành (tiếng Anh: Diaphragmatic hernia) là thoát vị gây bởi một lỗ hổng lớn trên cơ hoành cho phép các tạng trong ổ bụng di chuyển vào khoang ngực. Cách điều trị thường là phẫu thuật.

## Các loại
- Thoát vị hoành bẩm sinh
  - Thoát vị Morgagni
  - Thoát vị Bochdalek
- Thoát vị gián đoạn (en)
- Thoát vị hoành do thầy thuốc
- Rách cơ hoành

## Dấu hiệu và triệu chứng
Bụng lòng tàu (bụng hút vào trong) có thể là triệu chứng xuất hiện ở trẻ sơ sinh.

## Chẩn đoán

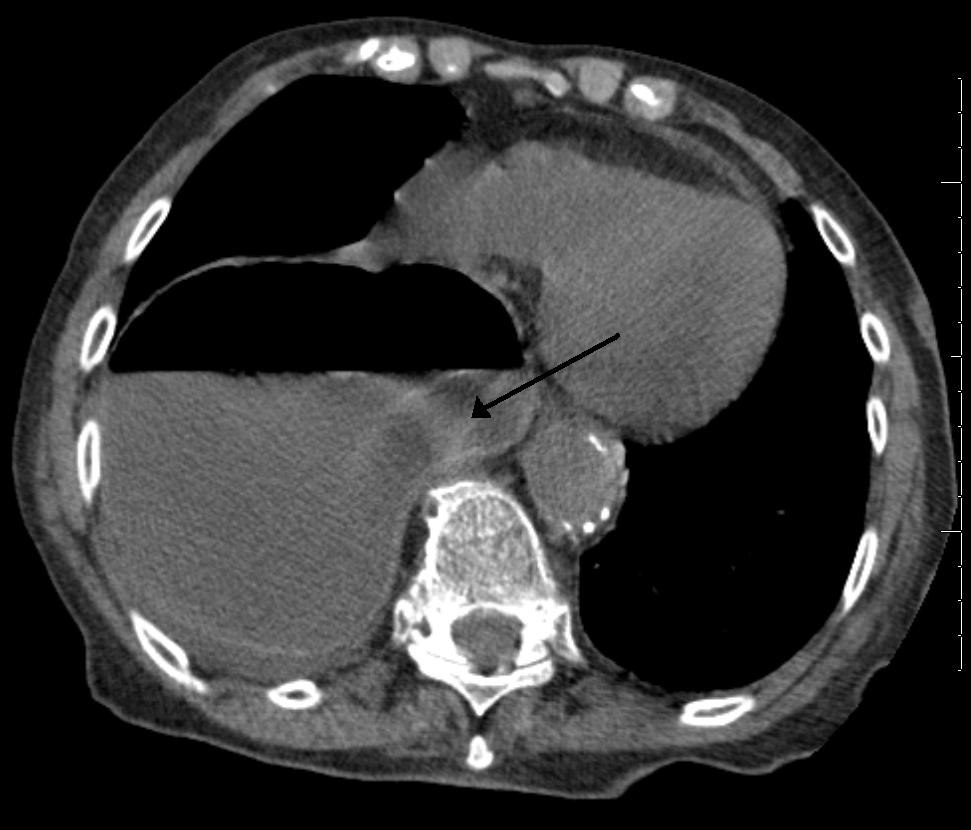
Thoát vị hoành bên phải: dạ dày chui lên ngực (bên trái ảnh, chỗ mũi tên). Để ý thấy mặt phân cách chất lỏng-không khí có trong dạ dày.

Thực hiện chụp CT hoặc X-quang để chẩn đoán.

## Điều trị
Điều trị thoát vị hoành thường gồm phẫu thuật, với các chấn thương cấp tính thì được khâu lại bằng chỉ khâu đơn sợi tồn tại vĩnh viễn.